# Bruno Kramm

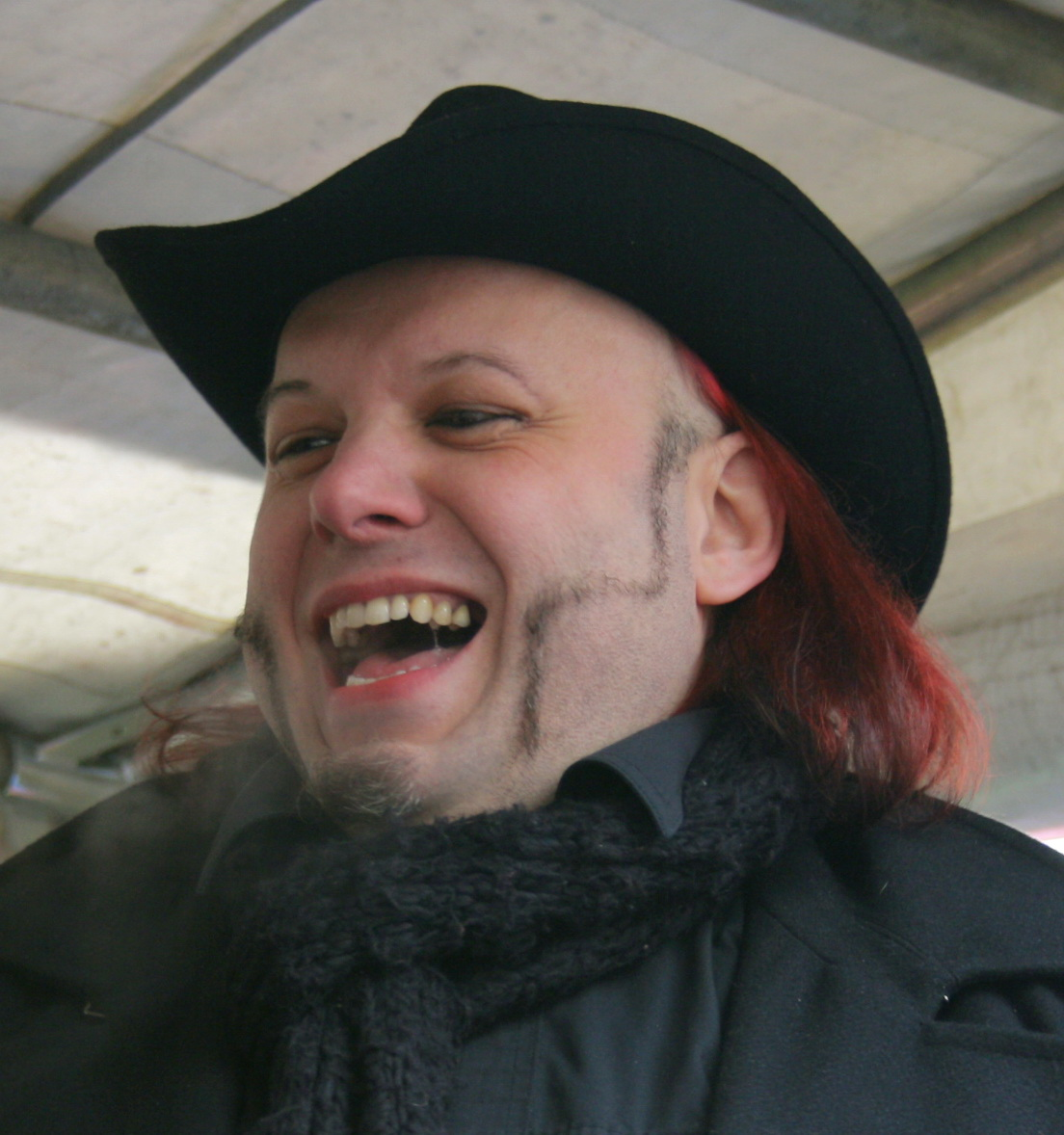
Bruno Kramm, 2012

Bruno Gert Kramm (* 13. Oktober 1967 in München) ist ein deutscher Musiker, Musikproduzent und Politiker (Bündnis 90/Die Grünen, Piratenpartei Deutschland). Von November 2014 bis Ende September 2016 war er Landesvorsitzender der Piratenpartei Berlin und deren Spitzenkandidat zur Abgeordnetenhauswahl 2016, nach welcher er zurücktrat. Anschließend verlegte er seinen Wohnsitz nach Werder (Havel), wo er ein Haus mit Tonstudio besitzt. Bis Februar 2012 war er zuvor Mitglied bei Bündnis 90/Die Grünen Bayern. 2020 gründete er gemeinsam mit dem ehemaligen Google-Programmierer Alexander Alten das Unternehmen Infinite Devices, das die Plattform „infinimesh AIoT“ entwickelt. 2021 erhielt das Unternehmen den dritten Preis in der Kategorie Innovativste Produktentwicklung / Dienstleistungen / Geschäftsmodelle des Hugo-Junkers-Preises für Innovationen aus Sachsen-Anhalt. Bruno Kramm ist seit 2020 einer der Sprecher für den KI Verband Deutschland und fungiert als Experte das KI-Observatorium des BMAS.

## Leben

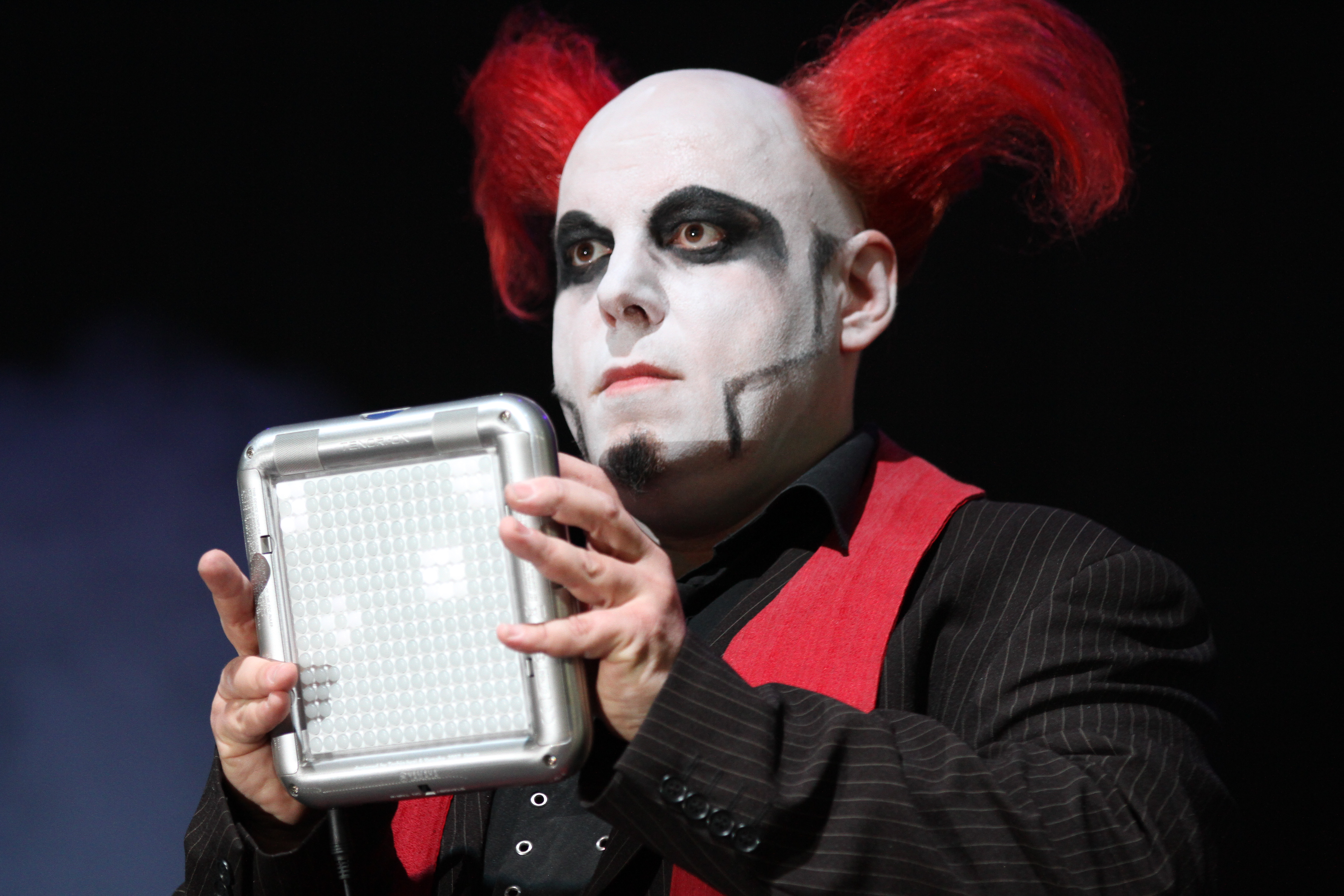
Kramm bei einem Auftritt, 2013

Bereits zu Schulzeiten auf dem städtischen Wirtschafts- und Sozialwissenschaftlichen Gymnasium (WWG) in Bayreuth gründete Kramm 1986 die Band Fahrenheit 451 (später unter dem Namen Alva Novalis). Drei Jahre später gründete er mit Stefan Ackermann Das Ich, in dem er bis heute als Komponist und Produzent tätig ist. 1991 gelang Das Ich der Durchbruch in der alternativen Musik-Szene.
Kramm ist bzw. war unter anderem Produzent von Atrocity, Illuminate, Saviour Machine, Die Schinder, Distorted Reality, Ancient Ceremonies, Sanguis et Cinis, In Strict Confidence, Placebo Effect, Relatives Menschsein, Printed at Bismarck’s Death, Ghosting, Cyan Kills E.Coli, Collide, Dark Diamonds, Dorsetshire, Felsenreich, Tilt!. Er wirkte als Gastmusiker und Co-Produzent am Album Salvation von Rozencrantz mit. Seit 2017 beteiligt sich Kramm zudem an der Neuauflage des Bandprojekts Dorsetshire.
Er betreibt das Nebenprojekt Kramm. 2001 erschien dessen Album Coeur.
Er ist Begründer und Geschäftsführer des Labels Danse Macabre und schrieb bis 2006 die regelmäßige Kolumne Krimskram(m)s in der Zeitschrift Zillo.
Bis 2013 schrieb er auf FAZ.NET eine zweiwöchentliche Kolumne namens Kramms Hits.
Er ist einer der vier Gründer der AIoT (Artificial Intelligence / Internet of Things) Firma Infinite Devices GmbH in Magdeburg. 2021 war Infinite Devices einer der Preisträger des Hugo-Junkers-Preises. (3. Platz)
Seit 2020 fungiert er als einer der Leiter des KI Verbandes e. V. in Ostdeutschland.

## Politisches Engagement
Kramm war bis Ende Februar 2012 Mitglied bei Bündnis 90/Die Grünen Bayern und trat im November 2011 in die Piratenpartei ein, zu der er durch das Thema Urheberrecht gelangte. Er hat durch seine Übersetzung und Synchronisation des von Anonymous veröffentlichten Videos „Was ist ACTA?“ zu den deutschlandweiten Protesten beigetragen. Auf seinem Blog schreibt er zu gesellschaftlichen Themen wie Bedingungsloses Grundeinkommen, Zensur, Informationsfreiheit, Finanzkrise, Drogenpolitik und Tierschutz. Politisch bezeichnet er sich als „Grüner Pirat“, um auch seinen umweltpolitischen Aktivitäten gerecht zu werden.
Auf der Jahrestagung des Netzwerk Recherche am 3. Juni 2012 erntete Kramm deutliche Kritik, als er die Ermöglichung des Zugriffs auf Filme oder Serien wie Game of Thrones als ein „Recht dieser Gesellschaft“ bezeichnete. Auf dem Parteitag der Piratenpartei Bayern wurde er am 15. September 2012 als Politischer Geschäftsführer in den Vorstand gewählt. Seine Amtszeit endete regulär am 26. Oktober 2013. Im November 2014 wurde er zum Landesvorsitzenden der Piratenpartei Berlin gewählt und auf der Landesmitgliederversammlung im Oktober 2015 im Amt bestätigt. Nach einem in seinen Worten „desaströsen Wahlergebnis“ bei der Abgeordnetenhauswahl 2016 trat Kramm als Landesvorsitzender der Berliner Piratenpartei zurück.
Er engagiert sich in der Anti-TTIP-Protestbewegung, auch mit seinen Videos. Darüber hinaus engagiert er sich in der Kampagne „Stopp Ramstein“ gegen die Drohneneinsätze, die über die Relaisstation Ramstein ausgeführt werden.
Am 22. April 2016 wurde Kramm während einer Demonstration der Piraten vor der türkischen Botschaft in Berlin festgenommen. Er hatte während seiner Rede eine Zeile aus dem Gedicht Schmähkritik von Satiriker Jan Böhmermann zitiert und damit gegen die Auflagen der Polizei verstoßen. Die Festnahme stieß auf Kritik.

## Wahlergebnisse
Zur Bundestagswahl 2013 trat Kramm auf Platz 1 der Landesliste der Piratenpartei Bayern und im Bundestagswahlkreis Kulmbach an. In seinem Wahlkreis erhielt er 1,8 % der Erststimmen und die Piratenpartei 1,9 % der Zweitstimmen. Da die Piratenpartei bundesweit lediglich 2,2 % der Zweitstimmen erhielt, zog Kramm nicht in den Bundestag ein.
Zur Europawahl 2014 trat Kramm auf Platz 4 der Bundesliste an. Zusammen mit Anke Domscheit-Berg kandidierte er diesmal als Brandenburger. Da die Piratenpartei bundesweit lediglich 1,4 % der Stimmen erhielt, zog lediglich Felix Reda ins Europaparlament ein, der sich dort der Fraktion Die Grünen/Europäische Freie Allianz anschloss.
Zur Abgeordnetenhauswahl 2016 trat Kramm als Spitzenkandidat der Piratenpartei Berlin und im Wahlkreis Mitte 1 an. In seinem Wahlkreis erhielt er 2,3 % der Erststimmen und die Piratenpartei 1,8 % der Zweitstimmen. Da die Piratenpartei berlinweit lediglich 1,7 % der Zweitstimmen erhielt, schied sie aus dem Abgeordnetenhaus aus.

## GEMA-Klage und der sogenannte „GEMA-Hack“
Zusammen mit seinem Bandkollegen Stefan Ackermann klagte Kramm 2016 gegen die GEMA und das Recht der Verlage, an den Einnahmen aus Urheberrechten von Komponisten und Textern beteiligt zu werden. In den Zeitraum der Verhandlung fiel die Abgeordnetenhauswahl 2016, bei der die Piratenpartei unter seiner Ägide aus dem Abgeordnetenhaus ausschied. Nach der Wahl trat er seinen Worten nach wieder in seine alte Partei Bündnis 90/Die Grünen ein; diesmal im Landesverband Brandenburg. Am 14. November 2016 entschied das Berliner Kammergericht zu Gunsten von Kramm. Auf Youtube verkündete er am selbigen Tag „ich war immer Pirat, ich bin Pirat und ich bin wieder Pirat“ und äußerte sich zum „GEMA Urteil“ gegen die Profite von Verwertungsgesellschaften. Kramm hatte seine Mitgliedschaft bei Bündnis 90/Die Grünen somit nur vorgetäuscht. Ein Blogeintrag der „Drachenrose“ stellte anschließend einen Zusammenhang zwischen dieser vorgetäuschten Mitgliedschaft und dem Ausgang des Gerichtsurteils her. Da Renate Künast Vorsitzende des Rechtsausschusses sei, fiele die Klage „in ein von den Grünen geführtes Ressort“ und der vorgetäuschte Parteiwechsel sei ein „Hack“ gewesen, um das Gerichtsurteil im positiven Sinne zu beschleunigen. Clemens Rostock, der grüne Landesvorsitzende, nahm es mit Humor und gratulierte Kramm zum Gerichtsurteil. Er nahm aber auch die Vermengung von Judikative, Exekutive und Legislative mit den Worten aufs Korn

„Diejenigen, die glauben, dass eine Parteimitgliedschaft Einfluss auf Entscheidungen des Berliner Kammergerichts nehmen kann, gehen bitte zur Piratenpartei. Alle anderen, die nicht son verqueres Verschwörungszeug glauben, kommen bitte zu Bündnis 90/Die Grünen Brandenburg.“

(Clemens Rostock), 15. November 2016
Da zudem der Großteil der Berichterstattung zu dem Gerichtsurteil Kramm weiterhin den Grünen zuordnete, bedankte sich Rostock sogar noch für den angeblichen Hack und rief die Beteiligten dazu auf, sollten sie jemals wieder so etwas planen, dies doch „bitte bitte“ wieder bei Bündnis 90/Die Grünen zu tun. Auf twitter wurde dieses Ereignis unter dem Hashtag „Gemahack“ diskutiert.
Am 31. Dezember 2016 erklärte Kramm auf seiner Facebookseite, dass er sich aus der aktiven Politik zurückzieht und ausschließlich wieder als Musiker auftritt.